# 長谷川長綱
長谷川 長綱（はせがわ ながつな、天文12年（1543年） - 慶長9年4月12日（1604年5月10日））は、江戸時代初期の代官頭。今川義元に仕えた長谷川長久の子。兄に向井正勝、長谷川長盛、弟に長谷川長次ら。通称は七左衛門。
今川氏没落後に徳川家康に仕えた父と共に、代官として活躍した。天正12年（1590年）、北条氏滅亡後に関東に入府した家康に従い、検地などを行った。江戸幕府成立後、大久保長安、伊奈忠次、彦坂元正らと関東代官頭に任ぜられ、相模国浦賀（現神奈川県横須賀市）に陣屋を置き、主に三浦半島の幕府領を管轄した。なお、この陣屋跡は陣屋山と呼ばれ、現在愛宕山公園（別名浦賀園）となっている。
また、特筆するべきは海運に長じていて、元武田家の水軍で、後に家康に仕えて御召船奉行となった向井正綱と長く姻戚関係にあったこともあり、共に江戸湾・三浦半島の発展に大きく貢献した。
慶長9年（1604年）4月12日に62歳で没したと伝わる。墓所は神奈川県逗子市の海宝院。家は嗣子なく断絶したが、兄弟である長盛、長次の家系は旗本として続いた。弟・三郎兵衛長通は長次同様関東で代官職を務めた後、長盛が代官職をしていた駿河に戻り、代々庄屋を務めた。